# Pečenice
Pečenice és un poble i municipi d'Eslovàquia que es troba a la regió de Nitra, al sud-oest del país. En hongarès es diu Hontbesenyőd. La primera menció escrita de la vila es remunta al 1135. Un dels monuments majors és l'església de l'Assumpció de Maria, que el 1282 feia part de monestir de Šahy. És un edifici en estil romànic tardà de 1240-1260 que va subir moltes reformes i extensions.

## Demografia
| Godina             | 1994 | 2004    | 2014   | 2024   |
| ------------------ | ---- | ------- | ------ | ------ |
| Nombre de persones | 148  | 129     | 121    | 127    |
| Diferència         |      | −12,83% | −6,20% | +4,95% |

| Godina             | 2023 | 2024   |
| ------------------ | ---- | ------ |
| Nombre de persones | 131  | 127    |
| Diferència         |      | −3,05% |